# Marubo
I Marubo  sono un gruppo etnico del Brasile con una popolazione stimata in 1.705 individui nel 2010 (Funasa).

## Lingua
Parlano la lingua Marubo (codice ISO 639: MZR) che appartiene alla famiglia linguistica pano.

## Insediamenti
Vivono nello stato brasiliano dell'Amazonas, sul corso superiore dei fiumi Curuçá e Ituí, nel bacino dello Javari, un'area compresa nel territorio del comune di Atalaia do Norte. All'inizio del XX secolo alcuni Marubo erano stanziati sul fiume Batã, probabilmente perché impiegati nella raccolta del caucciù nell'area. La delimitazione di un territorio indigeno "Javari", che includerebbe i gruppi etnici Marubo, Korúbo, Matis, Matsés, e parte dei Kanamarí e dei Kulina, è ancora in fase di discussione dopo essere stata proposta dal FUNAI.